# Vicariato apostolico di Tripoli

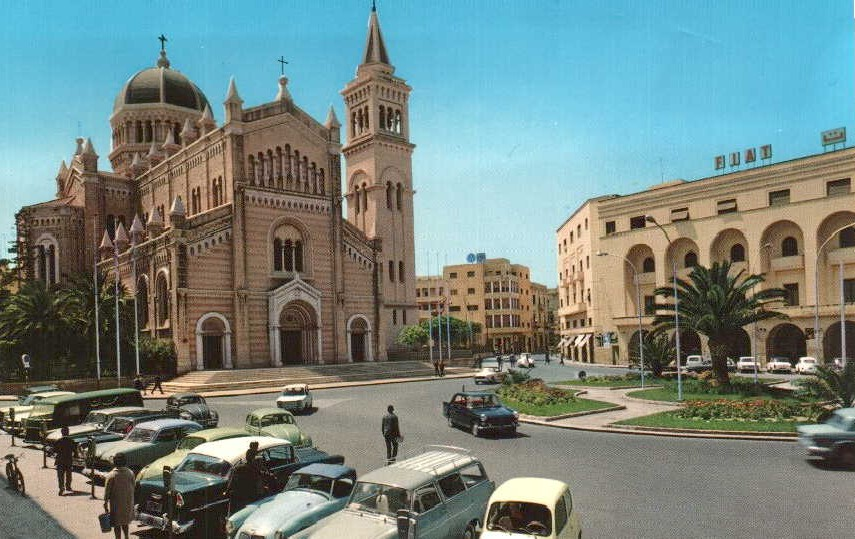
L'ex cattedrale di Tripoli come appariva nel 1960 prima della conversione in moschea del 1970.

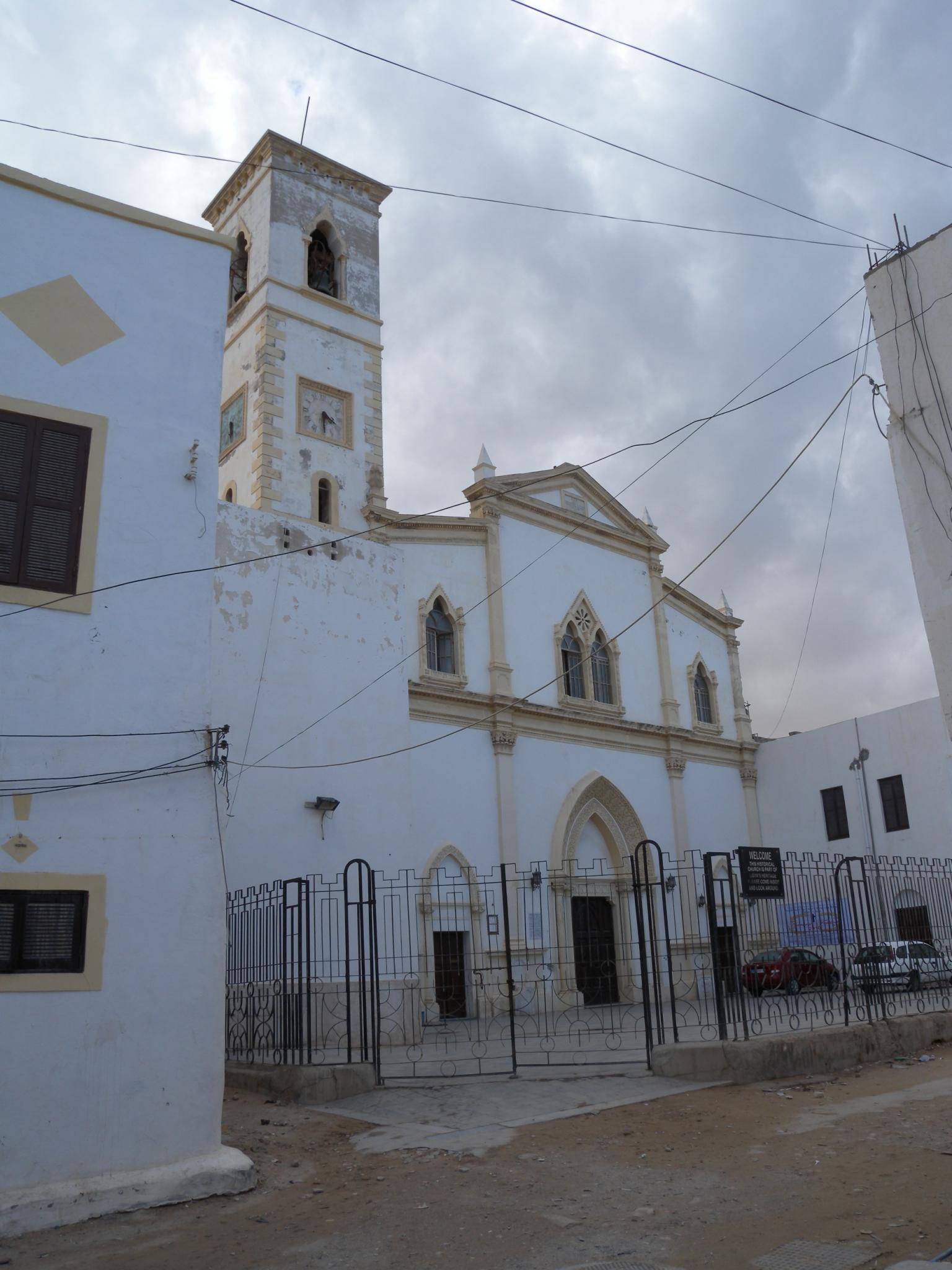
La chiesa di Santa Maria degli Angeli a Tripoli, la prima cattedrale della prefettura apostolica.

Il vicariato apostolico di Tripoli (in latino Vicariatus Apostolicus Tripolitanus) è una sede della Chiesa cattolica in Libia immediatamente soggetta alla Santa Sede. Nel 2022 contava 15.860 battezzati su 6.977.000 abitanti. È retto dal vescovo George Bugeja, O.F.M.

## Territorio
Il vicariato apostolico comprende la città di Tripoli, dove funge da procattedrale la chiesa di San Francesco. L'antica cattedrale del Sacro Cuore di Gesù, costruita tra il 1923 ed il 1928, è stata convertita in una moschea dopo il 1970.
Il territorio è suddiviso in 2 parrocchie; inoltre si contano altri 20 luoghi di culto (o cappelle).

## Storia
La missione francescana in Libia ha origine dalla presenza di numerosi cristiani fatti prigionieri dai mercanti arabi e venduti come schiavi. Tra questi c'erano anche dei francescani. Due di loro, liberati nel 1630, ricevettero l'ordine da parte della Congregazione di Propaganda Fide di rimanere nel territorio per prestare soccorso ai prigionieri cristiani.
Alcuni anni dopo, nel 1643, fu eretta la prefettura apostolica di Tripoli, ricavandone il territorio dalla diocesi delle Isole Canarie, e in quel periodo fu costruita la chiesa di Santa Maria degli Angeli, divenuta poi prima cattedrale.
Pascal Compte fu il primo di 53 prefetti apostolici che ressero la missione di Tripoli fino agli inizi del Novecento.
Nel 1669 la prefettura apostolica fu affidata ai francescani della provincia siciliana, cui subentrarono, nel 1686, quelli dalle province del centro Italia.
Nell'epidemia di peste che colpì Tripoli nei primi mesi del 1690, trovarono la morte tre frati francescani, tra cui lo stesso prefetto, Francesco da Capranica, che si era distinto, come il suo predecessore, per l'impegno profuso nel riscatto degli schiavi cristiani.
Nel 1818 i francescani stabilirono una missione nella Cirenaica.
Nel 1907 la missione francescana in Libia passò dalla protezione del console di Francia a quella del console italiano e contestualmente fu affidata alla provincia minorita di Milano.
Il 23 febbraio 1913 la prefettura apostolica fu elevata a vicariato apostolico con il breve Mandatum illud di papa Pio X, assumendo il nome di vicariato apostolico della Libia.
Durante il mandato di Giacinto Tonizza (1919-1935), in concomitanza con la politica migratoria verso la Libia del governo italiano e al conseguente aumento della presenza italiana, furono costruite 22 chiese in Tripolitania, tra cui la nuova cattedrale del Sacro Cuore (consacrata nel 1928), e 18 in Cirenaica.
Il 3 febbraio 1927 ha ceduto una porzione del suo territorio a vantaggio dell'erezione del vicariato apostolico della Cirenaica (oggi vicariato apostolico di Bengasi) e contestualmente ha assunto il nome di vicariato apostolico della Tripolitania.
Dal 10 al 14 novembre 1937 Tripoli ospitò il XII Congresso eucaristico nazionale italiano, a cui intervenne come legato pontificio il cardinale Angelo Maria Dolci.
Il 22 giugno 1939 ha ceduto un'altra porzione del suo territorio a vantaggio dell'erezione della prefettura apostolica di Misurata (che dal 1969 è amministrata dal vicario apostolico di Tripoli) e contestualmente ha assunto il nome attuale.
Il seguito alla presa del potere da parte di Muʿammar Gheddafi, il 21 luglio 1970 il consiglio rivoluzionario ordinò la confisca di tutti i beni italiani e la loro espulsione. Questo portò ad una diminuzione consistente del numero dei cattolici nel Paese e alla perdita degli edifici di culto, tra cui la cattedrale di Tripoli, che fu trasformata in moschea.
A partire dagli anni ottanta del Novecento, il vicariato apostolico assunse un carattere internazionale, per la presenza di numerosi lavoratori stranieri. Nei primi anni Duemila gli Annuari pontifici segnalano la presenza di oltre 100.000 fedeli nel vicariato apostolico.
Nel 1989 la missione in Libia è passata sotto la giurisdizione della provincia francescana di Malta.

## Cronotassi dei vescovi
Si omettono i periodi di sede vacante non superiori ai 2 anni o non storicamente accertati.
- Pascal Compte, O.F.M. † (1643 - ?)
- Mansueto da Castrogiovanni (Enna), O.F.M. † (1669 - 1671 deceduto)[4][5]
- Pietro Tognoletto da Palermo[6], O.F.M. † (15 giugno 1671[7] - ? dimesso)[4]
- Giovanni da Randazzo, O.F.M. † (1677 - 1678 dimesso)[4]
- Girolamo da Castelvetrano, O.F.M. † (14 novembre 1678[8] - 1683)[2]
- Francesco da Capranica, O.F.M. † (1686 - 24 aprile 1690 deceduto)[2]
- Maurizio da Lucca, O.F.M. † (30 luglio 1691 - maggio 1698 dimesso)[9]
- Giovanni Francesco da Varese, O.F.M. † (1698 - 7 giugno 1700 deceduto)
- Nicolò da Chio, O.F.M. † (17 agosto 1700 - febbraio 1707 dimesso)
- Francesco Maria da Sarzana, O.F.M. † (1707 - 9 aprile 1713 dimesso)
- Pietro da Castelfranco, O.F.M. † (21 agosto 1713 - 1719)[10]
- Gian Andrea da Vignolo, O.F.M. † (1719)[10]
- Girolamo da Peraino, O.F.M. † (1728 - 1732)[10]
- Mariano dalle Fonti, O.F.M. † (1735 - 1740)[10]
- Benigno dal Cilento, O.F.M. † (1740 - 1744)[10]
- Gaudenzio del Zuccaro, O.F.M. † (1744 - 1745)[10]
- Bernardino da Lucca, O.F.M. † (1746 - 1748 dimesso)[10][11]
- Filippo da Vignanello, O.F.M. † (1749)[10]
- Luigi da Firenze, O.F.M. † (1755)[10]
- Filippo da Montevarchi, O.F.M. † (1759 - 1763)[10]
- Gerolamo da Benabbio, O.F.M. † (1763 - 1767)[10]
- Deodato da Varallo, O.F.M. † (1767 - 1774)[10]
- Benvenuto da Rose, O.F.M. † (1774 - 1783 dimesso)[10]
- Clemente da Montalboddo, O.F.M. † (1783 - 1788 ?)
- Candido di Genova, O.F.M. †
- Gaudenzio da Trento, O.F.M. † (1790 ? - 1794 dimesso)
- Mariano da Onano, O.F.M. † (1794 - 1796)[10][12]
- Andrea da Sospello, O.F.M. † (1796 - 1801)[10]
- Massimiliano da Onano, O.F.M. † (1802 - 1806)[10]
- Antonio da Castelnuovo di Porto, O.F.M. † (1806 - 1808)[12]
- Massimiliano da Onano, O.F.M. † (1808 - 1812) (per la seconda volta)[10]
- Pacifico da Montecassiano, O.F.M. † (1812 - 1815)[10][12]
- Antonio da Castelnuovo di Porto, O.F.M. † (1815 - 1817) (per la seconda volta)[10]
- Pacifico da Montecassiano, O.F.M. † (1817 - 1820) (per la seconda volta)[10]
- Vincenzo da Offagna, O.F.M. † (1820 - 1822)[10]
- Benedetto da San Donato, O.F.M. † (1822 - 1832)[10]
- Filippo da Coltibuono, O.F.M. † (1832 - ?)
- Ludovico da Modena, O.F.M. † (? - 1843)
- Venanzio da San Venanzio, O.F.M. † (1843 - 1850 dimesso)[13]
- Angelo Maria da Sant'Agata, O.F.M. † (1850 - 1871 dimesso)[14]
- Girolamo da Monte Sansavino, O.F.M. † (1871[15] - 1876)[10]
- Angelo Maria da Sant'Agata, O.F.M. † (27 febbraio 1876[16] - 1890) (per la seconda volta)[14]
- Carlo da Borgo Giovi, O.F.M. † (1890[17] - 1897)[10]
- Giuseppe Bevilacqua da Barrafranca, O.F.M. † (circa 1898[18] - ?)
- Bonaventura Rossetti, O.F.M. † (agosto 1907 - ? dimesso)
- Ludovico Antomelli, O.F.M. † (23 febbraio 1913 - 10 marzo 1919 nominato vescovo di Bagnoregio)
- Giacinto Tonizza, O.F.M. † (7 agosto 1919 - 16 aprile 1935 deceduto)
- Camillo Vittorino Facchinetti, O.F.M. † (9 marzo 1936 - 25 dicembre 1950 deceduto)
- Vitale Bonifacio Bertoli, O.F.M. † (5 aprile 1951 - 10 marzo 1967 deceduto)
  - Sede vacante (1967-1969)
- Guido Attilio Previtali, O.F.M. † (26 giugno 1969 - 3 maggio 1985 dimesso)
- Giovanni Innocenzo Martinelli, O.F.M. † (3 maggio 1985 - 5 febbraio 2017 ritirato)
- George Bugeja, O.F.M., succeduto il 5 febbraio 2017

## Statistiche
Il vicariato apostolico nel 2022 su una popolazione di 6.977.000 persone contava 15.860 battezzati, corrispondenti allo 0,2% del totale.
| anno | popolazione | popolazione | popolazione | presbiteri | presbiteri | presbiteri | presbiteri                | diaconi | religiosi | religiosi | parrocchie |
| anno | battezzati  | totale      | %           | numero     | secolari   | regolari   | battezzati per presbitero | diaconi | uomini    | donne     | parrocchie |
| ---- | ----------- | ----------- | ----------- | ---------- | ---------- | ---------- | ------------------------- | ------- | --------- | --------- | ---------- |
| 1949 | 40.000      | 380.000     | 10,5        | 31         |            | 31         | 1.290                     |         | 30        | 115       | 18         |
| 1969 | 30.000      | 635.000     | 4,7         | 20         |            | 20         | 1.500                     |         | 37        |           | 9          |
| 1980 | 30.000      | 1.591.000   | 1,9         | 7          | 2          | 5          | 4.285                     |         | 5         | 50        | 2          |
| 1990 | 30.000      | 3.040.000   | 1,0         | 5          | 1          | 4          | 6.000                     |         | 4         | 30        | 1          |
| 1999 | 50.000      | 4.000.000   | 1,3         | 8          | 4          | 4          | 6.250                     |         | 4         | 32        | 1          |
| 2000 | 70.000      | 4.000.000   | 1,8         | 8          | 5          | 3          | 8.750                     |         | 3         | 27        | 1          |
| 2001 | 70.000      | 4.000.000   | 1,8         | 7          | 3          | 4          | 10.000                    |         | 4         | 27        | 1          |
| 2002 | 70.000      | 4.000.000   | 1,8         | 8          | 4          | 4          | 8.750                     |         | 4         | 29        | 1          |
| 2003 | 70.000      | 4.000.000   | 1,8         | 9          | 3          | 6          | 7.777                     |         | 6         | 30        | 1          |
| 2004 | 70.000      | 4.500.000   | 1,6         | 8          | 2          | 6          | 8.750                     |         | 6         | 30        | 1          |
| 2007 | 100.000     | 5.000.000   | 2,0         | 6          | 2          | 4          | 16.666                    |         | 4         | 28        | 1          |
| 2010 | 150.000     | 5.500.000   | 2,7         | 6          | 1          | 5          | 25.000                    |         | 6         | 28        | 1          |
| 2014 | 50.000      | 6.204.000   | 0,8         | 5          | 1          | 4          | 10.000                    |         | 6         | 12        | 1          |
| 2017 | 15.160      | 6.668.430   | 0,2         | 1          |            | 1          | 15.160                    |         | 2         | 8         | 2          |
| 2020 | 15.540      | 6.834.000   | 0,2         | 1          |            | 1          | 15.540                    |         | 1         | 8         | 2          |
| 2022 | 15.860      | 6.977.000   | 0,2         | 1          |            | 1          | 15.860                    |         | 1         | 6         | 2          |